# Palaeorhiza gressitorum
Palaeorhiza gressitorum là một loài Hymenoptera trong họ Colletidae. Loài này được Hirashima mô tả khoa học năm 1975.